# Liễu lá to
Liễu lá to (tên khoa học Salix magnifica) là một loài liễu thuộc họ Salicaceae. Đây là loài đặc hữu của Tứ Xuyên tây nam Trung Quốc, có ở độ cao 2,100–3,000 m. Chúng hiện đang bị đe dọa mất môi trường sống.
Đây là một cây bụi rụng lá hoặc cây cỡ nhỏ cao tới 6 m. Lá mọc so le, dài 10–25 cm và rộng 7–12 cm, mép lá liền; mặt trên xanh, mặt dưới lục xám có gân đỏ và cuống lá. Hoa mọc ra ở chùm hoa đuôi sóc lúc cuối xuân khi thay lá; hoa khác gốc, với hoa đực và hoa cái nằm trên các cây khác nhau. Hoa đực dài 10 cm; hoa cái dài 10 cm khi thụ phấn, và dài tới 25 cm khi có hạt đầy đủ.

## Phân loài
Có ba giống:
- Salix magnifica var. magnifica
- Salix magnifica var. apatela (C.K.Schneider) K.S.Hao
- Salix magnifica var. ulotricha (C.K.Schneider) N.Chao

Loài này được trồng làm cảnh ở Tây Âu do tán lá mọc rậm, là loài liễu có lá lớn nhất.